# 邓庙汉画像石墓
邓庙汉画像石墓，位于山东省聊城市东阿县姜楼镇邓庙村，是中华人民共和国山东省文物保护单位之一。
2006年12月7日，授予山东省文物保护单位，是一座古墓葬。